# Diócesis de Monteverde
La diócesis de Monteverde (en latín: Dioecesis Montis Viridis) era una jurisdicción eclesiástica de la Iglesia católica. En la actualidad es sede titular episcopal.

## Territorio
La diócesis comprendía los poblados de Monteverde y de Carbonara (hoy Aquilonia), en la actual provincia de Avellino.
La sede episcopal era Monteverde, donde se encontraba la catedral la iglesia de Santa María Mayor, única parroquia de la ciudad episcopal y de su territorio. El antiguo palacio episcopal fue derribado en 1882. El capítulo de la catedral estaba compuesto de una sola dignidad (el arcipreste), y de cinco canónigo. En Carbonara surgía la segunda parroquia de la diócesis, con el título de colegiata, con un propio capítulo compuesto también de un arcipreste y cinco canónigos.

## Historia

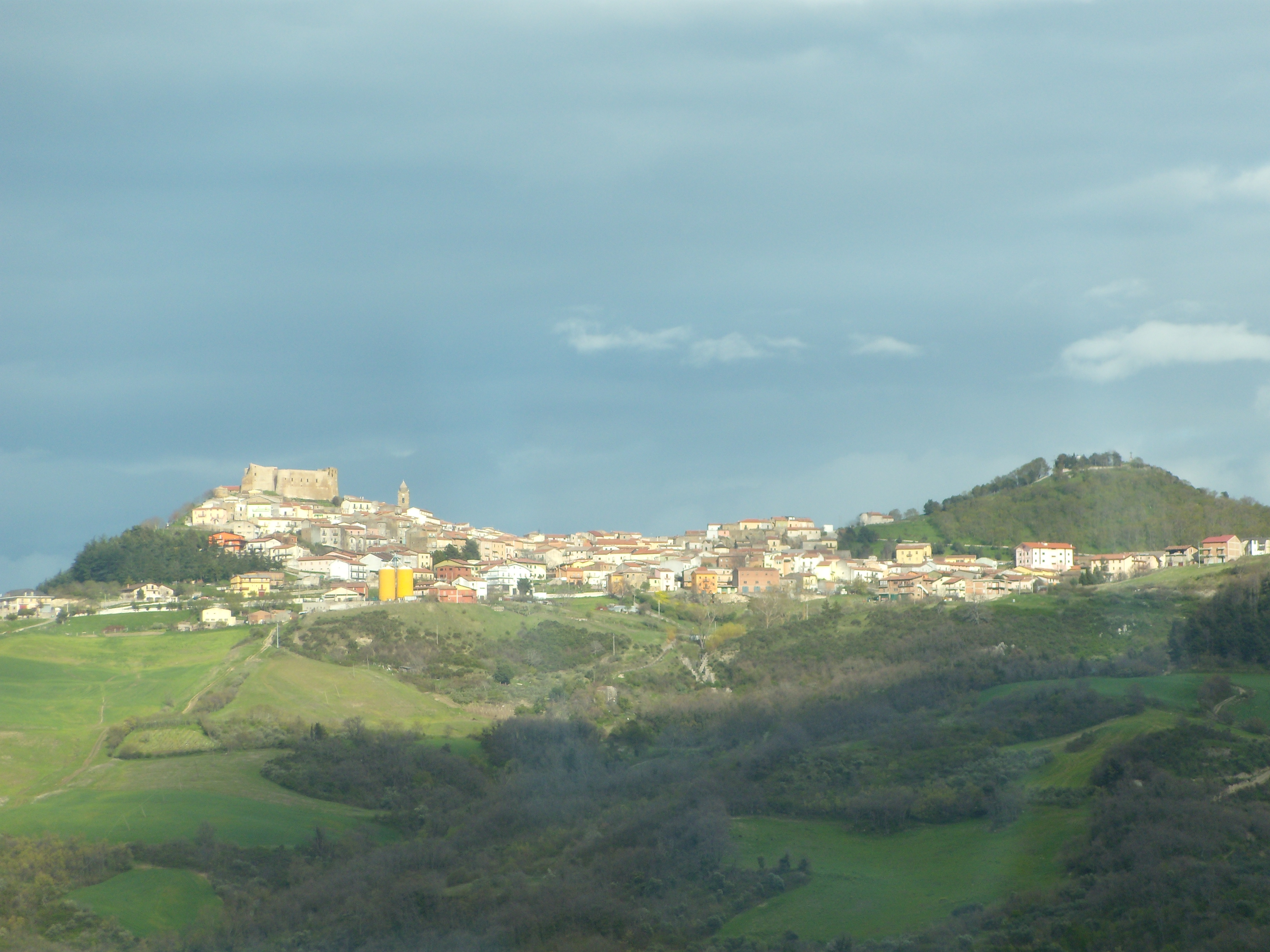
Vista panorámica de la actual Monteverde, en la cima de la colina se encuentra la parte medieval, sede de la antigua diócesis.

Incierto es el origen de la diócesis de Monteverde, atestiguado por primera vez a mediados del siglo XI. El primer obispo documentado es Masio, que tomó parte en Roma, en 1050, en la canonización de Gerardo de Toul y firmó el decreto sinodal. Este obispo podría identificarse con el obispo Maio, cuyo nombre se encuentra en dos diplomas de 1059 y 1079. Un anónimo obispo, indicado con la sola inicial A., es mencionado en un papel de papa Gregorio VII, escrito entre 1080 y 1085.
La cronología de los obispos de Monteverde por los tres siglos sucecivos es difícil realizar, debido a las lagunas. Del siglo XII, se conocen solo dos obispos: Nicolò, que tomó parte en el concilio lateranense del 1179 y es tal vez el mismo obispo anónimo que dos años antes firmó una acta de donación. En 1197 Pietro participó a la consagración de la iglesia de San Marcos a Bovino. Incierta es la existencia del obispo Mario, documentado en 1175 y en 1177 pero en documentos considerados falsos. No es claro tampoco si la diócesis de Monteverde hizo parte, en sus orígenes, de la provincia eclesiástica de la arquidiócesis de Conza, a causa de la incertidumbre de la institución de esta sede metropolitana, que en documentos del 1051 y del 1059 resulta ser todavía sufragánea de Salerno. Probablemente en origen, Monteverde era una diócesis inmediatamente sujeta a la Santa Sede. Solo desde 1098 aparece sufragánea de Conza.
El 3 de julio de 1531, el papa Clemente VII decidió la unión aeque principaliter de la pequeña diócesis de Monteverde con la arquidiócesis de Nazareth (con sede a Barletta), a la cual, ya desde 1455, estaba unida también la diócesis de Cannes. Esta decisión fue confirmada por el papa Paulo III, el 3 de noviembre de 1534, mediante bula Aequum reputamus, y fue efectiva a la muerte del arzobispo nazareno Filippo Adimari, cuando en el mes de noviembre de 1536, el último obispo de Monteverde, Gerolamo De Caro, fue nombrado arzobispo de Nazareth y obispo de Cannes. Desde este momento los obispos de Barletta gobernaron la diócesis de Monteverde hasta inicios del siglo XIX.
Luego del Concordato entre el papa Pío VII y el rey Fernando I, el 27 de junio de 1818, con la bula De utiliori, del mismo pontífice, la diócesis de Monteverde fue suprimida y su territorio incorporado en el de la diócesis de Sant'Angelo dei Lombardi.
Desde 1968, Monteverde es una sede titular episcopal de la Iglesia católica; el título personal lo ostenta Luciano Ruso, nuncio apostólico en Argelia y Túnez.

## Episcopologio

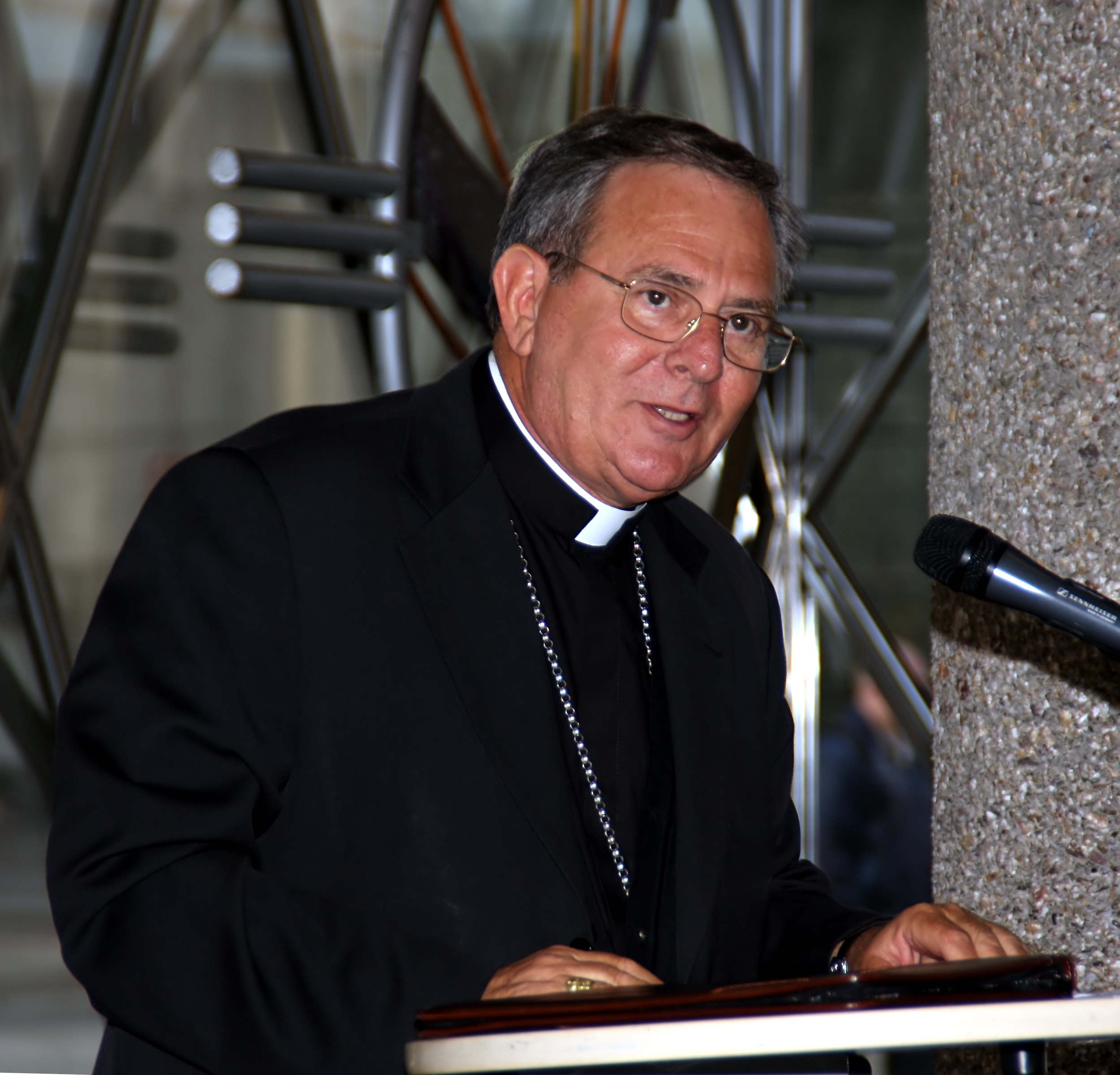
El capuchino italiano Luigi Padovese ostentó el título de Monteverde entre 2004 y 2010.

### Obispos
- Masio (o Maio) † (antes de 1050-después de 1059)[4]
- A. † (mencionado entre 1080/1085)
- Mario ? † (antes de 1175-después de 1177)
- Anónimo † (mencionado en 1177)
- Nicolò † (mencionado en 1179)
- Pietro I † (mencionado en 1197)
- Anónimo † (mencionado en 1217)
- Buonuomo † (mencionado en 1229)
- Matteo I † (antes de 1261-1266)
- Pietro II † (1267-después de 1271)
- G. † (mencionado en 1277)
- Goberto † (antes de 1280-después de 1291)
- Leonardo † (?-1348)
- Matteo II † (1348-después de 1367)
- Obediencia de Aviñón:
  - Giovanni III † (mencionado en 1382-?)
  - Nicolò † (1386-?)
- Obediencia romana:
  - Francesco Bellanti † (?-1384)
  - Lorenzo † (1384-1390)
- Pietro II di Roccargento, O.E.S.A. † (1390-1418)
- Tommaso di Taurasi † (1418-?)
- Matteo III † (1422-1464)
- Viviano de' Viviani da Salerno † (1464-1492)
- Francesco da Oliveto † (1492-1499)
- Pietro III, O.P. † (1499-1502)
- Bartolomeo Mondelli di Campagna † (1502-?)
- Giovanni da Salerno, O.P. † (1504-1506)
- Bartolomeo di Capoferro di Melfi † (1506-1521)
- Gerolamo De Caro † (1521-1536)
  - Sede unida a la arquidiócesis de Nazareth (1536-1818)
  - Supresión (1818)

### Obispos titulares
- Josef Schoiswohl † (1969-1991)[5]
- John Joseph Glynn † (1991-2004)
- Luigi Padovese, O.F.M.Cap. † (2004-2010)
- Luciano Russo (2010-titular)